# Фрідріх Хрістіан Вебер
Вебер Християн Фрідріх (нім. Friedrich Christian Weber) — ганноверський (брауншвейг-люнебурзький) резидент в Російській державі 1714—1719.
Подорожував по Україні. Залишив працю «Перетворена Росія» (т. 1–3, 1721—1740), яка була опублікована спочатку німецькою, а згодом французькою, англійською та російською мовами. Містить цінну інформацію про російсько-українські відносини після гетьманування I.Мазепи, а також матеріали про внутрішню і зовнішню політику Росії, головним чином про перетворення в економіці, культурі та державному устрої. Найцікавішим є 1-й т., написаний на основі особистих спостережень. 2-й та 3-й т. не відзначаються оригінальністю, вони створені на основі відомих російських джерел. Цікаві матеріали про відносини між українцями, поляками та росіянами, про діяльність гетьманів Б.Хмельницького, П.Дорошенка, Д.Апостола, про походження термінів «Україна» та «українці». Замітки про його спогади містяться в «Журнале министерства народного просвещения» (С.-Петербург, 1881, т. 1–2) та інших працях.